# Calhoun megye (Arkansas)
Calhoun megye az Amerikai Egyesült Államokban, azon belül Arkansas államban található. Megyeszékhelye és legnagyobb városa Hampton. Lakosainak száma 4739 fő (2020. április 1.). Calhoun megye Dallas, Cleveland, Bradley, Union és Ouachita megyékkel határos.

## Népesség
A megye népességének változása:
| Lakosok száma | 5330 | 5286 | 5317 | 5241 | 5229 | 4739 |
|               | 2010 | 2011 | 2012 | 2013 | 2015 | 2020 |